# 亀岡市ふるさとバス

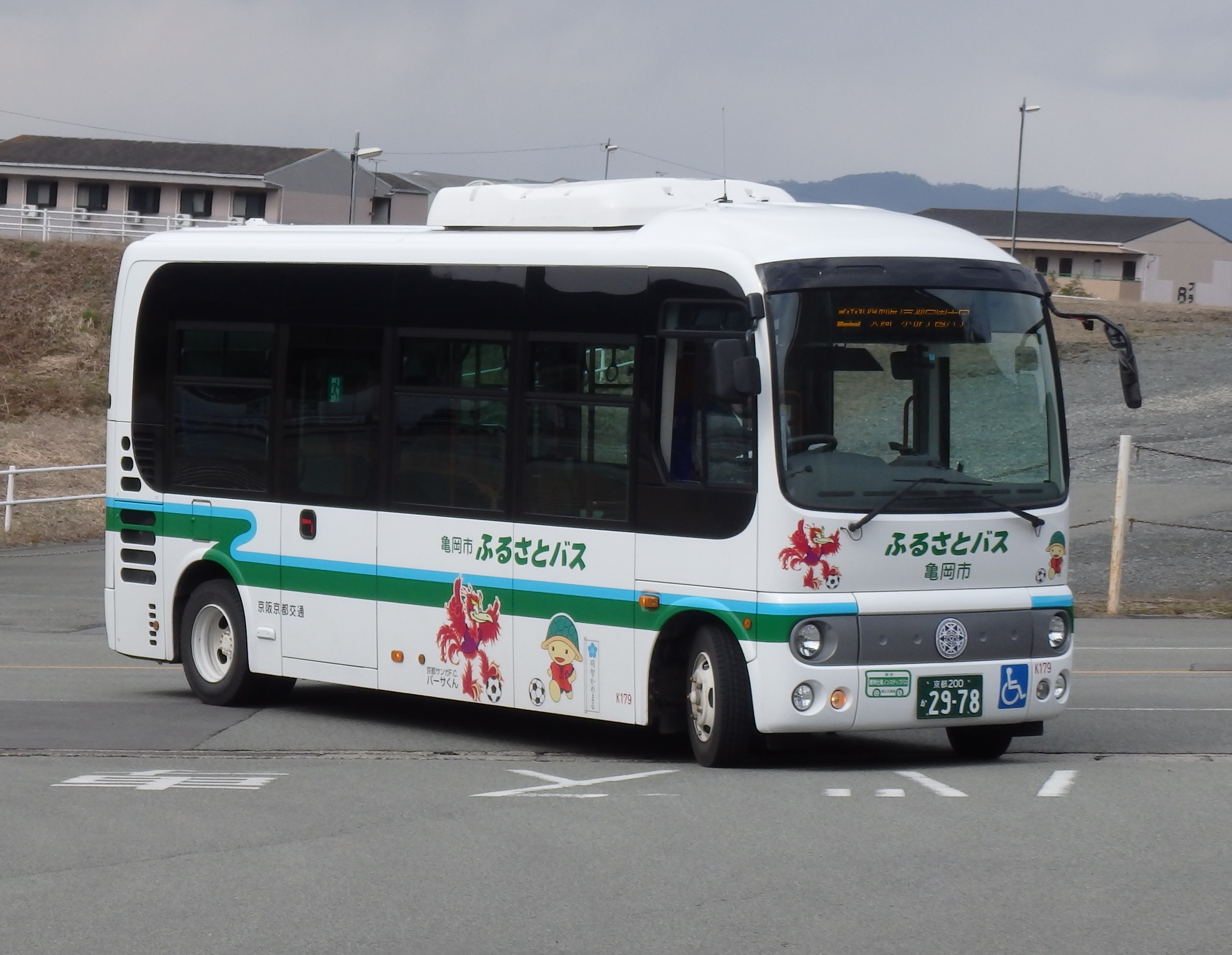
亀岡市ふるさとバスの車両

亀岡市ふるさとバス（かめおかしふるさとバス）は、京都府亀岡市が運行するコミュニティバスである。2005年4月運行開始。京阪京都交通に運行を委託している。京阪京都交通亀岡営業所が担当する。

## 概要
亀岡市内一部地域での民間バス廃止に伴い、通勤・通学や市民の生活交通を維持確保するため、2005年4月1日(平成17年4月)に運行を開始した。主には亀岡市が営業している。

## 沿革
- 2005年4月1日　京都交通の余野線・東別院線・千代川線・畑野線・馬路線の路線廃止[2][3]に伴い、川東線・川東スクール線（亀岡駅前～国分・旭／国分・馬路／河原林・馬路～千代川駅前）、西別院線（学園大学～太歳～神地）、東別院線（学園大学～春日部～甘露寺～柚原）、畑野線（土ヶ畑・広野～茶屋～国道佐伯）、畑野千代川線（広野～神前～千代川駅前）の5路線[4]を開設。[5][6]　畑野線は広野～土ヶ畑間を路線延伸。
- 2006年3月18日　ダイヤ改正
- 2007年3月18日　ダイヤ改正
- 2008年3月15日　ダイヤ改正。56系統千代川駅前～大内～広野を開設。
- 2008年4月13日　川東コースの50系統・51系統を亀岡駅前発着から亀岡駅北口発着に変更。
- 2008年12月1日　ダイヤ改正（畑野千代川コース朝第1便を5分早い時刻に変更）
- 2009年3月14日　ダイヤ改正（川東線、亀岡駅前～出雲～千代川駅前の時刻変更）
- 2009年4月1日　一部運行コースとダイヤを改正。川東スクール線53号系統を亀岡駅前～河原林～川東小学校前～郷の口～印地～川東小学校前～河原林～亀岡駅前の循環系統に変更し、水曜日ダイヤの50号・51号系統の運行を中止。
- 2009年6月24日　亀岡駅前広場のバス乗降所供用開始によるのりば変更を実施
- 2009年9月6日　一部運行コースとダイヤを改正
- 2010年3月13日　一部運行コースとダイヤを改正。別院循環線を開設し、太歳～下ノ谷～神地間を路線延長。並河駅コースを開設。畑野線を国道佐伯から運動公園ターミナルへ路線延長。亀岡市ふるさとバス・京阪京都交通の乗換拠点として運動公園ターミナルを新設。
- 2011年3月12日　ダイヤ改正
- 2012年10月1日　中野八幡前停留所を新設
- 2013年3月16日　ダイヤ改正。畑野千代川コース千代川方面行第1便が東本梅町大内経由に変更。
- 2015年3月14日　ダイヤ改正。別院循環線・東別院線で柚原東谷停留所を新設。別院循環線と西別院線は市道犬甘野神地線への乗り入れで下ノ谷口・神地西ノ谷停留所を新設し、阪急バス牧停留所転回場での旋回を廃止。[7]
- 2016年3月26日　ダイヤ改正。
- 2017年9月16日
  - 運賃を改定（100円運賃区間→150円運賃区間に変更）
  - 別院循環線・西別院線・東別院線の土休日に京都先端科学大学亀岡キャンパス～ガレリアかめおか間への試験運行を開始（試験運行期間は2年間、2020年9月29日に終了）
  - 畑野線の土休日に運動公園ターミナル～ガレリアかめおか間への路線延長を実施。
- 2018年3月31日　ふるさとバス並河駅コースF51系統を、2020年3月までの2年間の実証運行として、薭田野町鹿谷地区へ延伸。太田西・鹿谷・鹿谷とこなげ口を新設。
- 2020年3月14日　ＪＲのダイヤ改正にあわせて
  - 広野線の高芝～平松～本梅小学校前～広野～土ヶ畑間および平松～グリーンタウン～本梅小学校前、西別院線・別院循環線の犬甘野口～中ノ谷～太歳～下ノ谷口～神地西ノ谷～神地および中ノ谷～中ノ谷公民館前～太歳間ならびに下ノ谷口～柚原間でフリー乗降導入
  - 中湯の花～湯の花温泉間に芦ノ山停留所を新設
- 2020年10月1日　京阪京都交通が実証実験運行する大井工業団地線の運行終了にあわせて、大井町南部の工業団地に誘致した企業からの強い要望により、並河駅コースの一部便を大井工業団地に乗り入れる系統（F52）を新設
- 2021年3月13日　ＪＲのダイヤ改正にあわせて、市道駅北余部線の供用開始に伴い、川東コース（F12 系統 河原林・旭経由）の起終点を JR 亀岡駅南口から北口へ変更し、運行経路から外れる「緑橋」停留所を廃止し、新たに「清水団地前」を設置。F11系統とあわせて、川東コースはすべてJR亀岡駅北口発着に統一。
- 2022年3月12日　ＪＲのダイヤ改正にあわせて、万願寺～南掛間でフリー乗降導入。
- 2022年9月13日　平松停留所を平松公民館前に移設し、サイクルアンドライドの利便性を向上。
- 2023年3月18日　ダイヤ改正。
- 2024年3月16日　JRのダイヤ改正にあわせて、ダイヤ改正を実施。
  - 畑野コース、畑野千代川コースの「育親中学校前」「本梅小学校前」の停留所名称を、「育親中学校前」を「育親学園前」に、「本梅小学校前」を「ほんめ町ふれあいセンター前」にそれぞれ名称変更。
  - 1日あたりの利用者が1人未満であるため、東別院線F23系統の平日2便（万願寺6時22分発→京都先端科学大学6時46分着、京都先端科学大学6時48分発→万願寺7時12分着）、畑野コースF31系統の平日2便（土ケ畑6時4分発→運動公園ターミナル6時43分着、運動公園ターミナル6時46分発→広野7時15分着）をそれぞれ廃止。
  - 別院循環線の2便（F21系統の京都先端科学大学8時20分発→西別院→東別院→京都先端科学大学9時27分着、F22系統の京都先端科学大学9時40分発→東別院→西別院→京都先端科学大学」10時47分着）の2便を土休日で新たに増便した。
  - 畑野コースで平日運行する便のうち、F31系統の広野7時20分発便の始発地を広野から土ヶ畑に変更し、F32系統の土ヶ畑7時10分発として運行。また、F34系統土ケ畑9時8分発→ガレリアかめおか9時58分着を土休日で新たに増便した。
- 2025年3月15日　ダイヤ改正。
  - 運転士の労働時間規制への対応により、西別院線F24系統の平日運行「京都先端科学大学」5時58分発～「京都先端科学大学」6時45分着、ならびに畑野コースF32系統の平日運行「運動公園ターミナル」20時29分発～「土ケ畑」21時08分着の運行を取り止め。

## 運賃
運賃は区間により異なり大人料金は150円もしくは200円となっている。子供価格はその半額で100円もしくは80円で乗車することができる。また、亀岡市では「ノーマイカーデー」という日が存在しバス運賃は亀岡市内のみ無料で乗車することができる。
またICOCA、Suica、PiTaPaをはじめとした10種類の交通系ICカードを利用することができる。だが交通系ICカードには事前にチャージが必要な場合もある。

## 路線
6川東コース（系統番号F11・F12）
- 川東線1（F11）

JR亀岡駅北口 - 保津 - 七谷川 - 出雲神社前 - 南丹高校前 - JR千代川駅
- 川東線2（F12）

JR亀岡駅北口 → 河原林 → 馬路南 → 郷ノ口 → 広保 → 馬路南 → 河原林 → JR亀岡駅北口
別院コース（系統番号F21・F22・F23・F24）
- 別院循環線（F21・F22）

京都先端科学大学 - 南条 - 犬飼 - 太歳 - 奥野 - 神地 - 万願寺 - 甘露寺前 - 大野 - 寺村 - 南条 - 京都先端科学大学
- 犬飼先回りのF21系統、寺村先回りのF22系統がある。

- 東別院線（F23）

京都先端科学大学 - 南条 - 寺村 - 大野 - 甘露寺前 - 万願寺
- 西別院循環線（F24）

京都先端科学大学 → 南条 → 犬飼 → 太歳 → 神地 → 奥野 → 犬飼 → 南条 → 京都先端科学大学
- 2005年4月1日に京都交通余野線が廃止されたことで大阪府境をまたぐ直通路線は廃止されたが、神地停留所から国道423号を大阪方面に550mのところに阪急バス東能勢線・豊能町デマンドタクシーの牧停留所（大阪府豊能町、池田方面）があり、徒歩での乗継が可能である。ただしバスのダイヤは接続を考慮したものとはなっていない。2020年3月14日からのフリー乗降導入によって府境付近での乗降ができるようになり、移動距離は230mに短縮された。
- 2010年3月13日のダイヤ改正により再編され、京都学園大学を起終点とする循環運行となった。2017年9月16日のダイヤ改正から2019年10月1日の改正までの間、土曜・休日のみ「ガレリアかめおか」発着とした。

畑野コース（系統番号F31・F32・F33・F34）
（ガレリアかめおか - ）運動公園ターミナル - 国道佐伯 - 湯の花温泉 - 平松台（F33・F34のみ） - 本梅 - 広野 - 土ケ畑（F32・F34のみ）
- 2017年9月16日のダイヤ改正から、土曜・休日のみ「ガレリアかめおか」に延伸した。
- かつては京都交通広野線（今西～広野）が廃止されたことで大阪府境をまたぐ直通路線は廃止されたが、広野停留所から府道54号を大阪方面に1200mのところに阪急バス西能勢線の豊中センター停留所（大阪府能勢町、山下駅方面）があり、徒歩での乗継が可能である。ただしバスのダイヤは接続を考慮したものとはなっていない。
- 同様に、2003年7月1日に京都交通吉川線（吉川～本梅車庫前）が廃止されたことで大阪府境をまたぐ直通路線は廃止されたが、東加舎停留所から国道477号線を大阪方面に3100mのところに阪急バス妙見口能勢線の奥田橋停留所（大阪府能勢町、妙見口駅・箕面森町地区センター方面）があり、徒歩での乗り継ぎが可能である。こちらもバスノダイヤは接続を考慮したものにはなっていない。

畑野千代川コース（系統番号F41・F43）
広野 - 本梅 - 育親中学校前 - 大内（F43のみ） - とこなげ口 - JR千代川駅
並河駅コース（系統番号F51・F52）
京都先端科学大学 - 穴太寺前 - 鹿谷とこなげ口 - 小林 - 大井工業団地1番（F52のみ） - 大井工業団地2番（F52のみ） - JR並河駅
- 2010年3月13日のダイヤ改正で新設
- 2019年10月1日のダイヤ改正で、朝夕各1便を大井工業団地へ乗り入れるF52系統に変更

## 車両
- 日野・ポンチョ（ロングボディ）4台、日野・レインボーII1台を使用している。